# Jedva čekam da nikad ne umrem
Jedva čekam da nikad ne umrem treći je studijski album hrvatskog black metal-sastava Pogavranjen. Sastav je samostalno objavio album 12. veljače 2016. godine.

## Popis pjesama
Tekstovi: Ivan Eror, glazba: Matej Pećar i Niko Potočnjak.
| 1.    | »Keres« (instrumental) | 2:03 |
| 2.    | »Maitreya«             | 8:07 |
| 3.    | »Parahaoma«            | 6:54 |
| 4.    | »Xolotl«               | 9:43 |
| 5.    | »Kalpa«                | 8:24 |
| 6.    | »Olam Ha-ba«           | 9:42 |
| 44:53 |                        |      |

## Zasluge
Pogavranjen
- Matej Pećar – gitara, bas-gitara
- Niko Potočnjak – solo gitara, produkcija
- Denis Balaban – gitara
- Marko Domgjoni – klavijature, sintesajzer
- Ivan Eror – vokali

Dodatni glazbenici
- Stanislav Muškinja – bubnjevi
- Igor Mihovilović – glazbeni uzorci
- Ivan Perković – truba
- Roko Vidaković – trombon

Ostalo osoblje
- Vedran Brlečić – produkcija, miksanje
- Marcin Rybicki – mastering
- Black Moon Design – naslovnica, ilustracije, dizajn, raspored ilustracija